# محمدسرور مولایی
محمد سرور مولایی (متولد ۱۳۲۴ در غزنی) پژوهشگر زبان و ادبیات فارسی اهل افغانستان است. او در سال ۱۳۵۵ از دانشگاه تهران دکترا گرفت و از سال ۱۳۹۳ عضو پیوستهٔ فرهنگستان زبان و ادب فارسی است.

## آثار
- طبقات الصوفیه، عبدالله بن محمد انصاری، محمدسرور مولایی (مصحح)، ناشر: توس
- مجموعه رسائل فارسی خواجه عبدالله انصاری، عبدالله بن محمد انصاری، محمدسرور مولایی (مصحح)، ناشر: توس
- پادشاهان متاخر افغانستان، یعقوب علی خوافی، محمدسرور مولایی (ویراستار)، ناشر: مؤسسه انتشارات عرفان
- بر ترنج آرزو: درس نامه متون عرفانی به زبان فارسی، روح‌الله چاوشی، محمد سرور مولایی (مقدمه)، ناشر: مجمع جهانی تقریب مذاهب اسلامی
- کلیات نادم، محمدیحیی نادم قیصاری، محمدسرور مولایی (مقدمه)، ناشر: شریعتی افغانستانی، محمدابراهیم
- تاریخ احمدشاهی، محمودبن ابراهیم حسینی منشی، محمدسرور مولایی (مقدمه)، ناشر: شریعتی افغانستانی، محمدابراهیم
- آتشکده وحدت: دیوان حضرت خواجه مستان شاه کابلی، محمدسرور مولایی (مصحح)، ناشر: شریعتی افغانستانی، محمدابراهیم
- حقوق زنان در خانواده، محمد سرورمولایی، مریم ابن التراب، ناشر: دانشگاه الزهرا
- دیوان بیدل، عبدالقادربن عبدالخالق بیدل دهلوی، محمدسرور مولایی (مقدمه)، ناشر: علم
- خاطرات و تاریخ: افغانستان ۱۳۰۲–۱۳۴۴، محمدسرور مولایی، ناشر: هوای رضا
- گنج روز نیاز گزیده طبقات الصوفیه خواجه عبدالله انصاری، محمدسرور مولایی (گردآورنده)، ناشر: معین
- تجلی اسطوره در دیوان حافظ، دکتر محمدسرور مولایی چاپ اول۱۳۶۸، انتشارات توس، قطع وزیری، ۴۴۸ صفحه، جلد سخت